# چارلی گالتلی
چارلی گالتلی (انگلیسی: Charlie Gellatly; ۱۸ آوریل ۱۹۱۰ – ۱۰ نوامبر ۱۹۷۳) بازیکن فوتبال اهل بریتانیا بود.
از باشگاه‌هایی که در آن بازی کرده‌است می‌توان به باشگاه فوتبال لستر سیتی اشاره کرد.